# دی ۱۳۸۷
دی ۱۳۸۷، دهمین ماه سال ۱۳۸۷ هجری خورشیدی است.
آغاز آن یکشنبه، ۱ دی ۱۳۸۷ برابر با ۲۱ دسامبر ۲۰۰۸ میلادی است.